# Črnova
Črnova (ˈtʃəɾnɔʋa) est un village de la municipalité de Velenje, dans le nord de la Slovénie. Črnova fait partie de la région traditionnelle de Styrie, et fait désormais partie de la Région Statistique de Savinja (en).